# Брайдлвейл (водопад)
Водопа́д Бра́йдлве́йл, или водопад Брайдалвейл (англ. Bridalveil Fall) — один из самых известных водопадов, находящихся на территории Национального парка Йосемити в Калифорнии (США). Высота падения воды — 189 м.
В переводе на русский Bridalveil означает «фата невесты» — по-видимому, имеются в виду мелкие капли воды, рассеивающиеся вокруг водопада, образуя подобие белого шлейфа. Индейцы аваничи, жившие в долине Йосемити, называли этот водопад «Похоно» (Pohono), что означало «дух порывистого ветра» (англ. Spirit of the Puffing Wind).

## География
Водопад находится на южной стороне долины Йосемити, на ручье Брайдлвейл (Bridalveil Creek), который после падения распадается на несколько рукавов и впадает в реку Мерсед — главную водную артерию долины. Ручей Брайдлвейл вытекает из озера Острендер, которое находится примерно в 16 км юго-восточнее водопада.
Водопад Брайдлвейл находится между горами Катедрал-Рокс («кафедральные скалы») на востоке и Лининг-Тауэр («падающая башня») на западе. Напротив водопада, чуть выше (то есть восточнее) вдоль долины, на северной стороне находится известная гора Эль-Капитан (высотой 2307 м над уровнем моря), а также водопад Риббон.

## Туристские маршруты
Тропа к подножию водопада начинается от парковки Bridalveil Fall, находящейся у дороги, идущей по южной стороне долины Йосемити (Southside Drive). Это простой и короткий маршрут, примерно 0,8 км в обе стороны, и он занимает примерно 20 минут. Тропа находится в хорошем состоянии, но может покрыться льдом в зимнее время.
Водопад хорошо виден точки обозрения Tunnel View, находящейся на выезде из туннеля, на дороге, которая потом переходит в Southside Drive. Он также хорошо виден с дороги, идущей по северной стороне долины Йосемити (Northside Drive).

## Фотогалерея

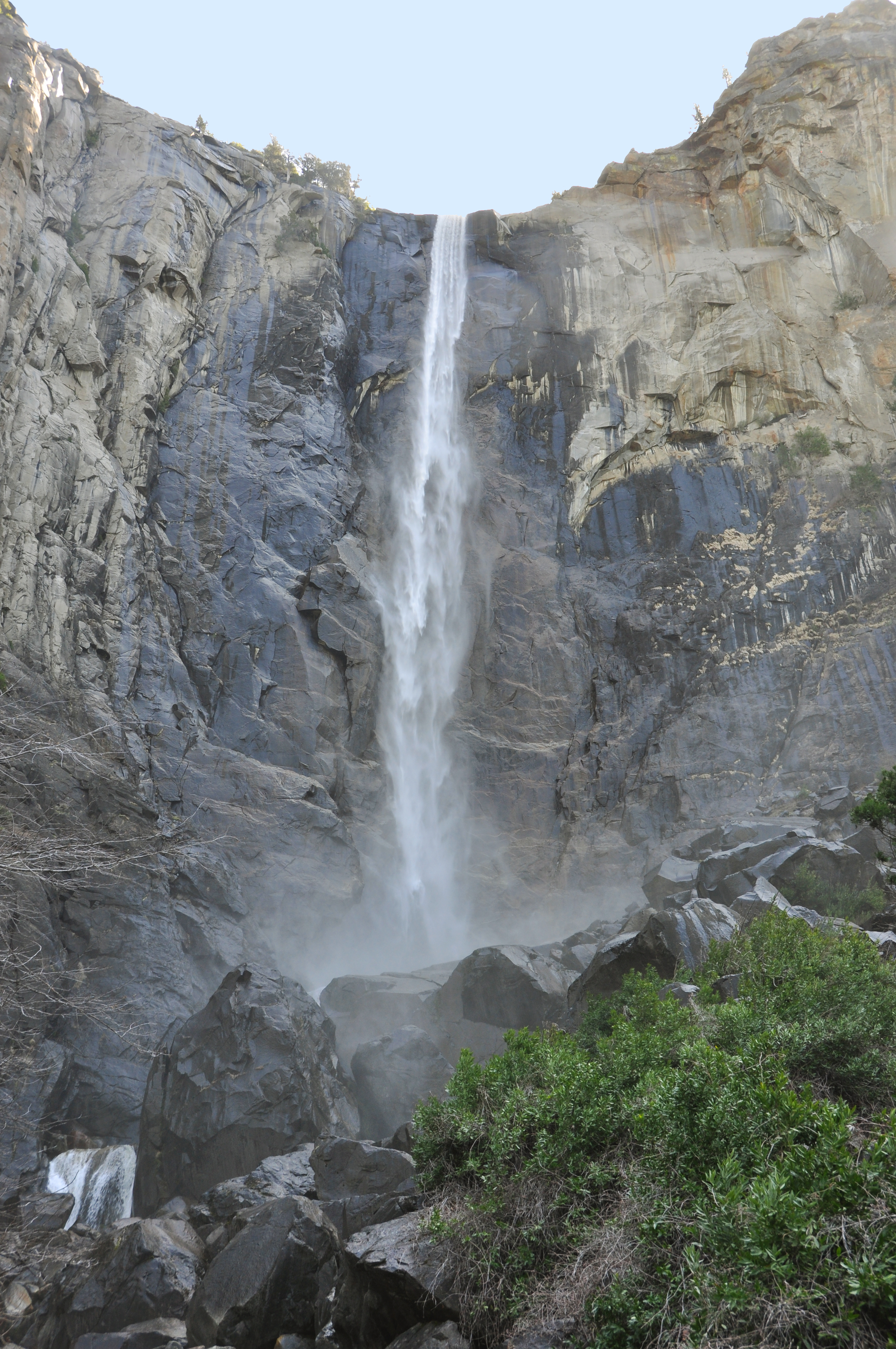
Вид на водопад Брайдлвейл от его подножия
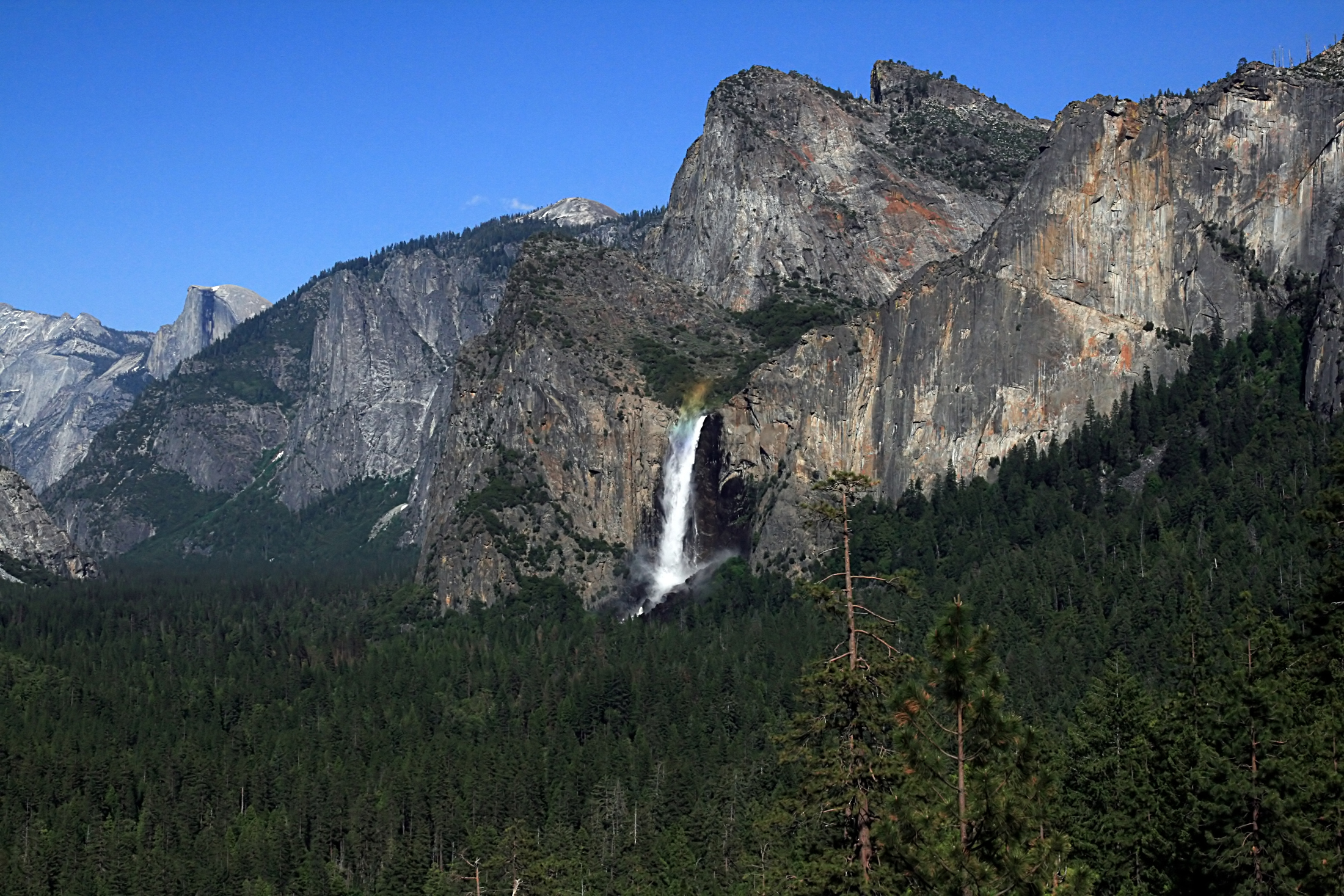
Вид на водопад и горы к востоку от него: справа налево — Катедрал-Рокс, Сентинел-Доум, Хаф-Доум
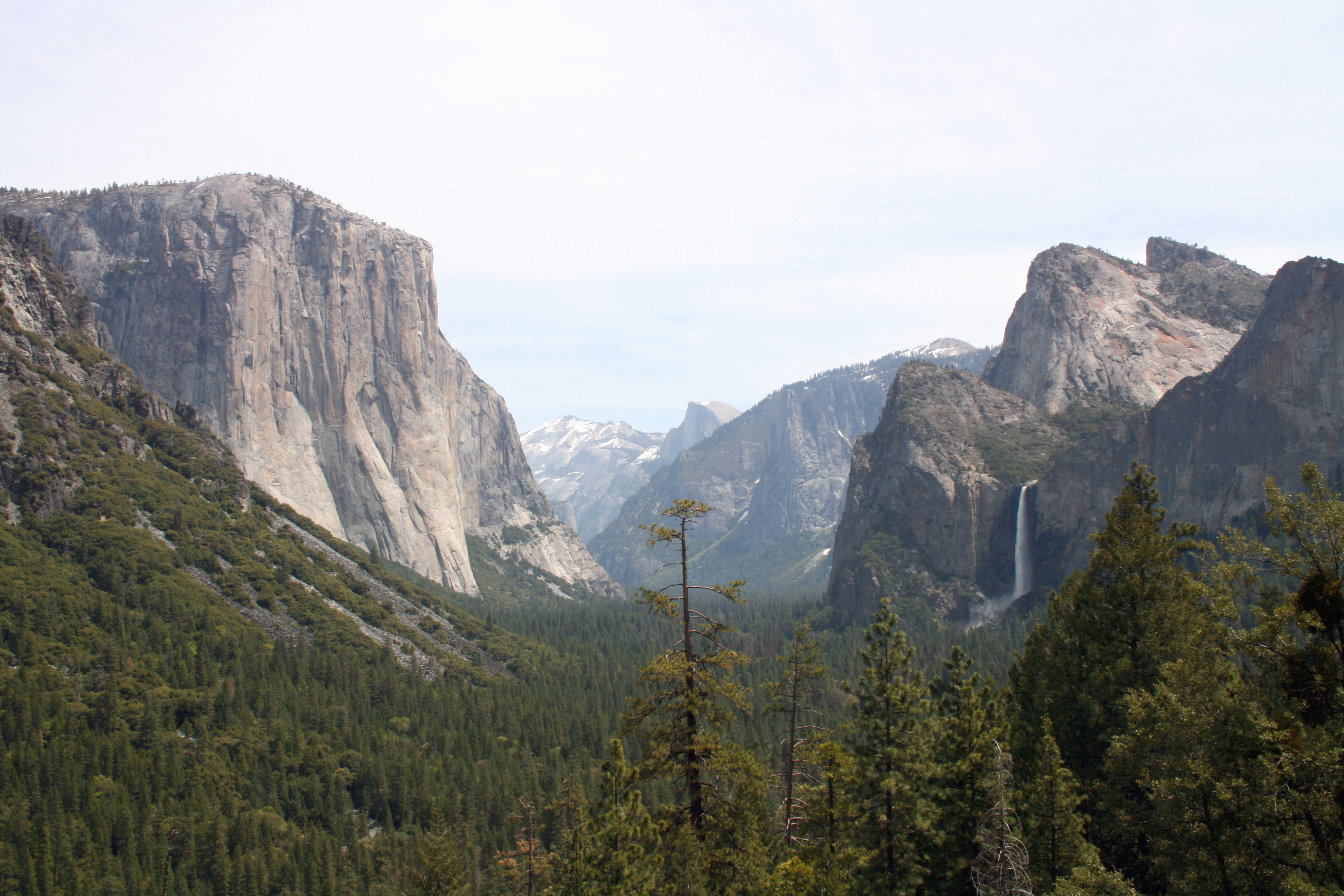
Вид с точки обзора Tunnel View вверх по долине Йосемити: слева гора Эль-Капитан, справа водопад Брайдлвейл
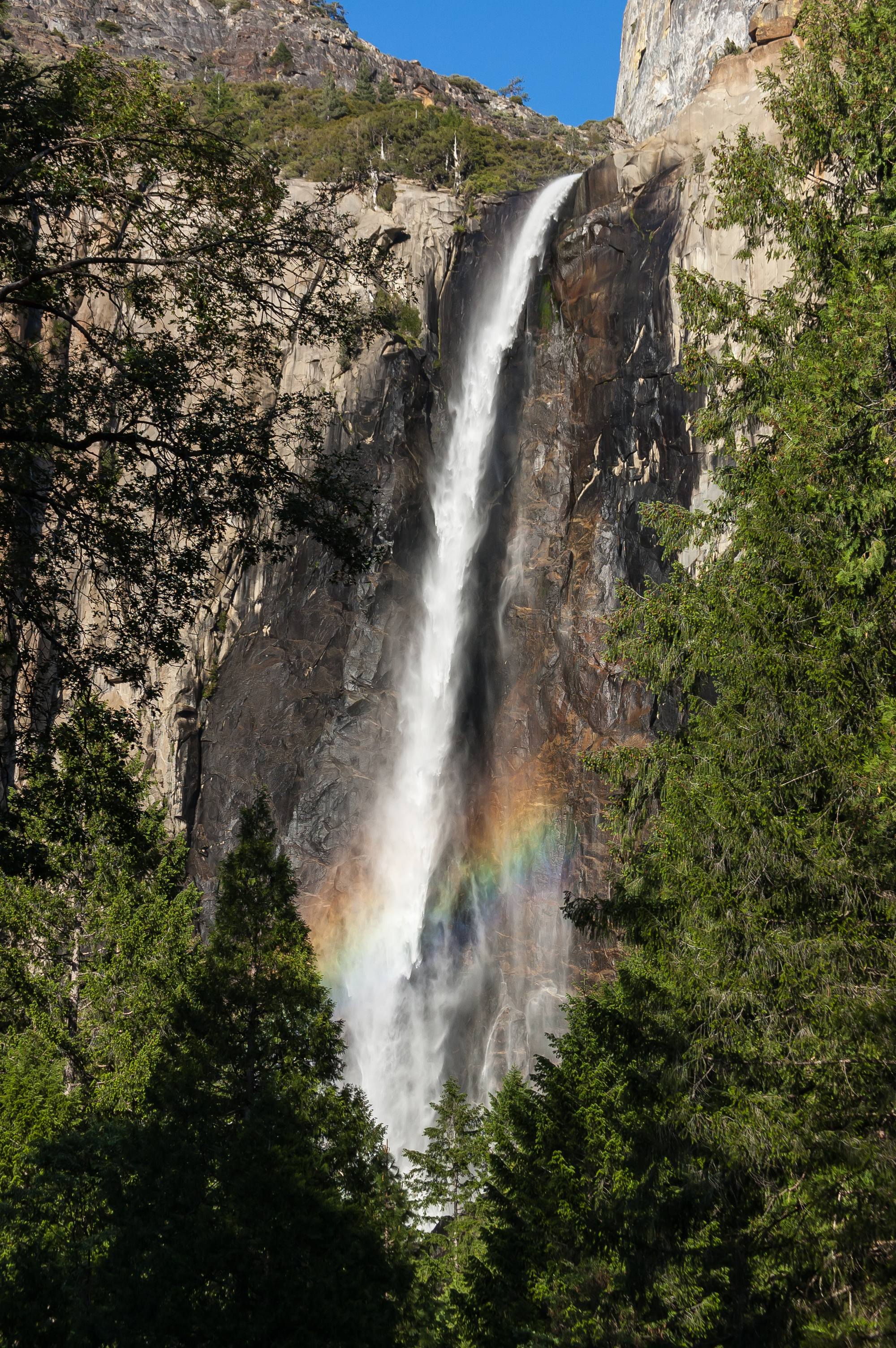
Ещё один вид от подножия водопада, видна радуга от брызг